# Septème
Septème ist eine französische Gemeinde mit 2.153 Einwohnern (Stand: 1. Januar 2022) im Département Isère in der Region Auvergne-Rhône-Alpes. Sie gehört zum Arrondissement Vienne und zum Kanton Vienne-1. 

## Geographie
Die Gemeinde Septème liegt rund 26 Kilometer südsüdöstlich von Lyon und etwa zwölf Kilometer ostnordöstlich von Vienne. Umgeben wird Septème von den Nachbargemeinden Luzinay im Nordwesten und Norden, Saint-Just-Chaleyssin im Nordosten und Osten, Oytier-Saint-Oblas im Osten, Moidieu-Détourbe im Südosten und Süden, Estrablin im Süden und Südwesten, Pont-Évêque im Südwesten und Westen sowie Serpaize im Westen und Nordwesten.

## Bevölkerungsentwicklung
| Jahr                       | 1962 | 1968 | 1975 | 1982 | 1990 | 1999 | 2006 | 2014 | 2021 |
| -------------------------- | ---- | ---- | ---- | ---- | ---- | ---- | ---- | ---- | ---- |
| Einwohner                  | 792  | 799  | 865  | 1048 | 1267 | 1471 | 1760 | 1964 | 2143 |
| Quellen: Cassini und INSEE |      |      |      |      |      |      |      |      |      |

## Sehenswürdigkeiten
- Himmelfahrts-Kirche, ursprünglich wohl aus dem Jahr 1496
- Schloss Septème aus dem 12. Jahrhundert mit Umbauten aus dem 17. Jahrhundert, seit 1947 Monument historique; die Reste der früheren Befestigung wurden bereits 1942 Monument historique

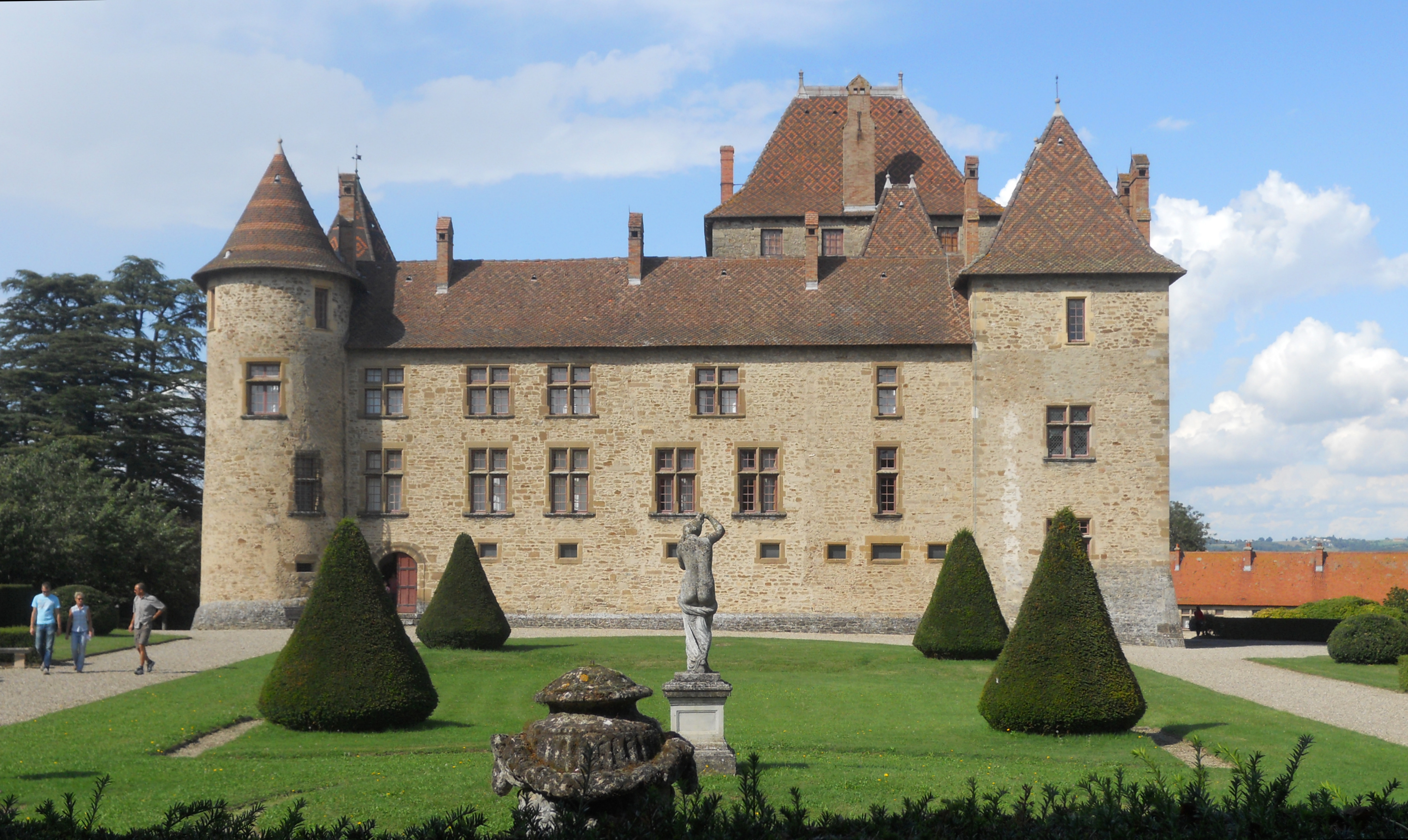
Schloss Septème

- Wasserturm

## Persönlichkeiten
- Gabriel Veyre (1871–1936), Regisseur